# Bhagaván
En el marco de las religiones de la India, Bhagavān es uno de los nombres con que se designa a Dios.
En varias tradiciones hindúes hace referencia específica a un dios personal y diferencia su uso de otros términos similares como Brahman o Espíritu Supremo y así, con este uso, Bhagavān es, en cierto modo, análogo al concepto cristiano de Dios.
Bhagavān usado como título de veneración se suele traducir como Señor. Ejemplos de esto son: «Bhagavān Krisná», «Bhagavān Shivá», «Bhagavān Naraian», etc.
El femenino es Bhagavatī y es un epíteto de Durga y otras diosas. El título se ha utilizado como una forma respetuosa para un gran número de guías espirituales en la India contemporánea.

## Etimología y traducciones
Proviene del sánscrito bhaga-vat (भगवान् bhagavān) significa literalmente ‘que posee fortuna o riqueza’, afortunado, próspero, bendecido (del sustantivo bhaga, que significa ‘fortuna, riqueza’). También se puede encontrar escrito Bhágavat, Bhagwan y Bhagawan. 

## Budismo y jainismo
En el budismo y el jainismo se venera como Bhagavān a Gautama Buda, Mahavira y otros Tirthankaras, Budas y Bodhisattvas.